# Cléon-d'Andran
Cléon-d'Andran är en kommun i departementet Drôme i regionen Auvergne-Rhône-Alpes i sydöstra Frankrike. Kommunen ligger i kantonen Marsanne som tillhör arrondissementet Nyons. År 2022 hade Cléon-d'Andran 989 invånare.

## Befolkningsutveckling
Antalet invånare i kommunen Cléon-d'Andran
Referens:INSEE